# ペドロ・マヌエル・メンデス・リベイロ
ペドロ・マヌエル・メンデス・リベイロ（Pedro Manuel Mendes Ribeiro 、1983年1月25日 - ）は、ポルトガル・パレデス出身の元サッカー選手。現役時代のポジションは、ディフェンダー（センターバック）。